# Stazione di Vergiate
La stazione di Vergiate è una fermata ferroviaria posta lungo la linea Domodossola-Milano, al servizio dell'omonimo comune.

## Strutture e impianti
La stazione, dispone di due binari passanti, collegati da un sottopassaggio.
Il binario 1 serve i treni in direzione Gallarate-Milano, il binario 2 serve i treni in direzione Arona-Domodossola.
In passato era presente un binario (posto tra gli attuali due binari di corsa) per le precedenze e gli incroci, che è stato successivamente eliminato.

## Movimento
La stazione è servita dai treni regionali ( R ) di Trenitalia sul percorso Domodossola-Milano e dai treni regionali ( R ) di Trenord sul percorso Milano-Gallarate-Arona, svolti nell'ambito del contratto di servizio stipulato con le regioni Lombardia e Piemonte. I biglietti delle due regioni sono entrambi validi.

## Servizi
È gestita da Rete Ferroviaria Italiana che ai fini commerciali classifica l'impianto in categoria Bronze.